# Torneo de las Cinco Naciones 1948
El Torneo de las Cinco Naciones de 1948 (Five Nations Championship 1948) fue la 54° edición del principal Torneo de rugby del Hemisferio Norte.
El campeón del torneo fue Irlanda.

## Clasificación
| Lugar | Selección  | Partidos | Partidos | Partidos  | Partidos | Puntos  | Puntos    | Puntos | Tabla de puntos |
| Lugar | Selección  | Jugados  | Ganados  | Empatados | Perdidos | A favor | En contra | dif.   | Tabla de puntos |
| ----- | ---------- | -------- | -------- | --------- | -------- | ------- | --------- | ------ | --------------- |
| 1     | Irlanda    | 4        | 4        | 0         | 0        | 36      | 19        | +17    | 8               |
| 2     | Francia    | 4        | 2        | 0         | 2        | 40      | 25        | +15    | 4               |
| 3     | Escocia    | 4        | 2        | 0         | 2        | 15      | 31        | -16    | 4               |
| 4     | Gales      | 4        | 1        | 1         | 2        | 23      | 20        | +3     | 3               |
| 5     | Inglaterra | 4        | 0        | 1         | 3        | 16      | 35        | -19    | 1               |

## Resultados
| 17 de enero | Francia | 6 - 13 | Irlanda | París, |  |

| 17 de enero | Inglaterra | 3 - 3 | Gales | Londres, |  |

| 7 de febrero | Gales | 14 - 0 | Escocia | Cardiff, |  |

| 14 de febrero | Inglaterra | 10 - 11 | Irlanda | Londres, |  |

| 14 de febrero | Gales | 3 - 11 | Francia | Cardiff, |  |

| 14 de febrero | Escocia | 9 - 8 | Francia | Edimburgo, |  |

| 28 de febrero | Irlanda | 6 - 0 | Escocia | Dublín, |  |

| 13 de marzo | Irlanda | 6 - 3 | Gales | Belfast, |  |

| 20 de marzo | Escocia | 6 - 3 | Inglaterra | Edimburgo, |  |

| 29 de marzo | Francia | 15 - 0 | Inglaterra | París, |  |

## Premios especiales
- Grand Slam:  Irlanda
- Triple Corona:  Irlanda
- Copa Calcuta:  Escocia